# 1744 w literaturze

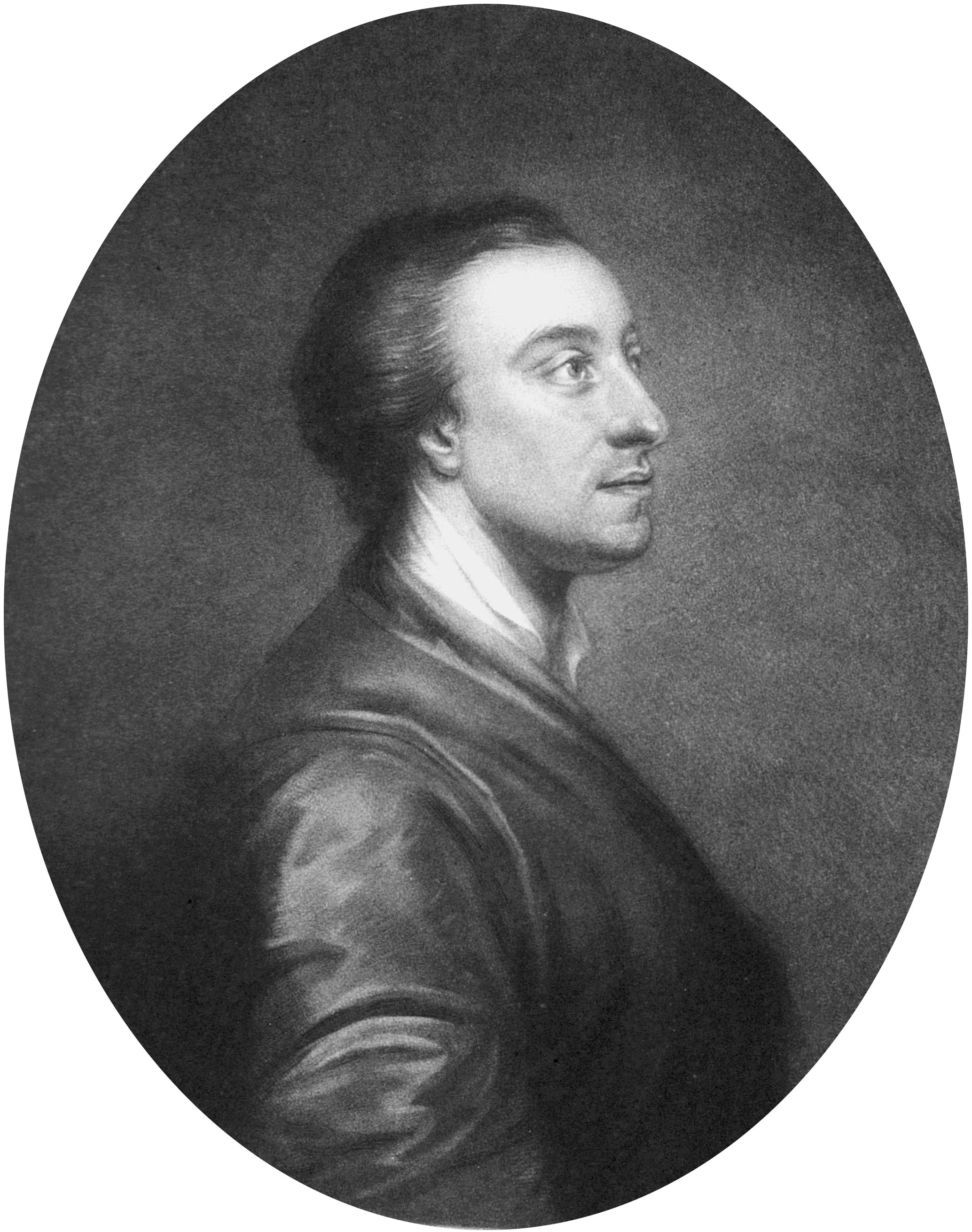
Mark Akenside

Wydarzenia literackie w 1744 roku.

## Nowe książki
- Mark Akenside – The Pleasures of the Imagination

## Zmarli
- 30 maja – Alexander Pope, angielski poeta (ur. 1688)
- 9 sierpnia – Kasper Niesiecki, polski jezuita, genealog, pisarz (ur. 1682)